# Fontaine-de-Vaucluse
 Fontaine-de-Vaucluse  (en occitano Vauclusa o La Fònt de Vauclusa) es una población y comuna francesa, en la región de Provenza-Alpes-Costa Azul, departamento de Vaucluse, en el distrito de Aviñón y cantón de L'Isle-sur-la-Sorgue.
Está integrada en la Communauté de communes du Pays des Sorgues et des Monts de Vaucluse. La fuente que le da nombre es la más caudalosa de Francia y la quinta de todo el mundo.

## Demografía
| 781 | 698 | 532 | 604 | 580 | 610 | 585 |
| Para los censos de 1962 a 1999 la población legal corresponde a la población sin duplicidades (Fuente: INSEE [Consultar]) |     |     |     |     |     |     |